# Cobitis laoensis
Cobitis laoensis és una espècie de peix de la família dels cobítids i de l'ordre dels cipriniformes.

## Morfologia
- Els mascles poden assolir 10,6 cm de llargària total.[5][6]

## Reproducció
És ovípar.

## Hàbitat
Viu en zones de clima tropical.

## Distribució geogràfica
Es troba a la conca del riu Mekong, Laos i el Vietnam central.